# Acutandra araucana
Acutandra araucana (лат.) — вид жуков-усачей из подсемейства прионин. Распространён на западе центральной Аргентины (в провинциях Неукен и Ла-Пампа) и в Чили.